# Hydrelia rufinota
Hydrelia rufinota är en fjärilsart som beskrevs av George Francis Hampson 1896. Hydrelia rufinota ingår i släktet Hydrelia och familjen mätare. Inga underarter finns listade i Catalogue of Life.